# Лун (фамилия)
Лун (Long) — китайская фамилия (клан). Фамильный иероглиф 龍 (龙) означает «дракон» (212 иерогл. ключ Канси).
Корейское произношение — Ён (кор. 용).

## Известные Лун 龙
- Лун Юнь (龙云 Lóng Yún) (1884—1962) — участник Китайской гражданской войны. Военный лидер в пров. Юньнань.
- Лун Цинцюань (кит. 龙清泉, 1990 г.р.) — китайский тяжелоатлет. Уроженец уезда Луншань Сянси-Туцзя-Мяоского автономного округа провинции Хунань. Олимпийский чемпион игр 2008 года. Чемпион Китая 2008 года.
- Лун Даои (род. 2003) — китайский прыгун в воду, олимпийский чемпион.